# Sindrome di Marshall
La sindrome di Marshall è una malattia genetica molto rara a trasmissione autosomica dominante; è caratterizzata da sordità neurosensoriale, anomalie oculari, malformazioni del viso e una displasia ectodermica che provoca ipoidrosi.

## Epidemiologia e storia
La malattia fu descritta ufficialmente per la prima volta nel 1958 dall'oftalmologo statunitense Don Marshall. Si tratta di una sindrome a trasmissione autosomica dominante con penetranza completa; finora sono state descritte 12 famiglie colpite dalla patologia, la cui incidenza è stimata essere inferiore a un caso su un milione di nati vivi.

## Eziologia
La sindrome è causata da una mutazione a carico del gene COL11A, localizzato sul braccio corto del cromosoma 1, in corrispondenza del locus genico 1p21.1; questo gene codifica per la catena proteica α1 del collagene di tipo 11.

## Clinica

### Segni e sintomi
Tra i segni clinici più frequenti si annoverano:
- Displasia della zona mediale del viso, con naso piccolo, schiacciato e narici ruotate in avanti
- Anomalie oculari come ipertelorismo, epicanto, macroftalmia (occhi più grandi del normale), miopia, cataratta fin dalla giovane età, glaucoma, tendenza alla lussazione del cristallino
- Tumefazione al margine superiore delle orbite oculari
- Brachicefalia
- Micrognazia (talvolta accompagnata da retrognazia)
- Prolabio più ampio del normale
- Ipoacusia neurosensoriale ad evoluzione progressiva
- Anomalie dei denti, come la microdonzia (denti più piccoli del normale)
- Nanismo
- A livello cutaneo, ipotricosi e ipoidrosi (fino all'anidrosi, ossia assenza totale di sudore, nei casi più gravi)

### Esami strumentali e di laboratorio
La radiografia, nei soggetti affetti dalla sindrome, permette di riscontrare ipoplasia malare (ipoplasia di mascella e mandibola), ipoplasia delle ossa nasali e dei seni paranasali; inoltre consente di rilevare un ispessimento delle ossa craniche, con diffuse calcificazioni anomale. Si possono rilevare inoltre assottigliamenti alle articolazioni maggiori, con invasione degli spazi articolari da parte degli osteofiti a livello delle anche e delle ginocchia.

### Diagnosi differenziale
La sindrome di Marshall presenta somiglianze con la sindrome di Stickler (altra collagenopatia che comporta ipoacusia progressiva fino ad arrivare alla sordità) e con la sindrome di Zellweger (che risulta affine alla malattia di Marshall a livello oculare, tuttavia si manifesta anche con grave ritardo mentale e con anomalie a carico di reni e fegato).

## Trattamento
I soggetti con la sindrome dovrebbero essere visitati periodicamente da un oftalmologo o da un optometrista; particolarmente attento deve essere il monitoraggio della miopia e della cataratta (le anomalie oculari comportano anche un aumentato rischio di distacco di retina); fin da bambini, gli affetti da questa patologia dovrebbero essere sottoposti a test audiometrici regolari, tuttavia l'ipoacusia e la sordità potrebbero presentarsi solo in età adulta, oppure non presentarsi affatto. In genere è consigliato ai giovani affetti dalla sindrome di evitare gli sport di contatto, a causa della marcata lassità delle articolazioni.